# Глинщина
Глинщи́на — село в Україні, у Линовицькій селищній громаді Прилуцького району Чернігівської області. Населення становить 73 осіб. До 2020 орган місцевого самоврядування — Богданівська сільська рада.

## Історія
У 1862 році на хуторі володарському Стасевський (Глинський) був 17 двір, де жило 134 особи
Позначений на мапі Шуберта 1869 року як х.Глинський на 19 дворів.
У 1911 році на хуторі Глинщина жило 241 особа
8 серпня 1945 року хутір Глинщина у Прилуцькому районі був переданий з Линовицької до Богданівської сільради.
12 червня 2020 року, відповідно до розпорядження Кабінету Міністрів України № 730-р «Про визначення адміністративних центрів та затвердження територій територіальних громад Чернігівської області», увійшло до складу Линовицької селищної громади.
19 липня 2020 року, в результаті адміністративно - територіальної реформи та ліквідації колишнього Прилуцького району, село увійшло до складу новоутвореного Прилуцького району Чернігівської області.